# Резолюции Совета Безопасности ООН 1301—1400
Это список резолюций Совета Безопасности ООН с 1301 по 1400, принятых в период с 31 мая 2000 г. по 28 марта 2002 г.
| Резолюция | Дата             | Голосование                                          | Вопрос |
| --------- | ---------------- | ---------------------------------------------------- | --- |
| 1301      | 31 мая 2000      | 12–1–2 (против: Намибия; воздержались: Мали, Ямайка) | Продлевает мандат Миссии ООН по проведению референдума в Западной Сахаре                                                 |
| 1302      | 8 июня 2000      | 15–0–0                                               | Продлевает программу «Нефть в обмен на продовольствие» в Ираке                                                           |
| 1303      | 14 июня 2000     | 15–0–0                                               | Продлён мандат Вооружённых сил ООН по поддержанию мира на Кипре                                                          |
| 1304      | 16 июня 2000     | 15–0–0                                               | Требует прекращения боевых действий во Второй конголезской войне между конголезскими, руандийскими и угандийскими силами |
| 1305      | 21 июня 2000     | 14–0–1 (воздержалась: Россия)                        | Продлевает мандат Сил по стабилизации и Миссии ООН в Боснии и Герцеговине                                                |
| 1306      | 5 июля 2000      | 14–0–1 (воздержалась: Мали)                          | Вводит санкции в отношении необработанных алмазов из Сьерра-Леоне                                                        |
| 1307      | 13 июля 2000     | 15–0–0                                               | Продлевает мандат Миссии наблюдателей ООН на Превлакском полуострове                                                     |
| 1308      | 17 июля 2000     | 15–0–0                                               | Обучение по вопросам, связанным с ВИЧ/СПИДом, в миротворческих миссиях                                                   |
| 1309      | 25 июля 2000     | 15–0–0                                               | Продлевает мандат Миссии ООН по проведению референдума в Западной Сахаре                                                 |
| 1310      | 27 июля 2000     | 15–0–0                                               | Продлён мандат Временных сил ООН в Ливане                                                                                |
| 1311      | 28 июля 2000     | 15–0–0                                               | Продлён мандат Миссии ООН по наблюдению в Грузии                                                                         |
| 1312      | 31 июля 2000     | 15–0–0                                               | Учреждает Миссию ООН в Эфиопии и Эритрее                                                                                 |
| 1313      | 4 августа 2000   | 15–0–0                                               | Продлевает мандат Миссии ООН в Сьерра-Леоне                                                                              |
| 1314      | 11 августа 2000  | 15–0–0                                               | Дети и вооружённый конфликт                                                                                              |
| 1315      | 14 августа 2000  | 15–0–0                                               | Переговоры об учреждении Специального суда по Сьерра-Леоне                                                               |
| 1316      | 23 августа 2000  | 15–0–0                                               | Продлевает мандат Миссии ООН в Демократической Республике Конго                                                          |
| 1317      | 5 сентября 2000  | 15–0–0                                               | Продлевает мандат Миссии ООН в Сьерра-Леоне                                                                              |
| 1318      | 7 сентября 2000  | 15–0–0                                               | Декларация об эффективной роли в поддержании международного мира и безопасности, особенно в Африке                       |
| 1319      | 8 сентября 2000  | 15–0–0                                               | Призывает Индонезию обеспечить безопасность беженцев и сотрудников ООН в Восточном Тиморе                                |
| 1320      | 15 сентября 2000 | 15–0–0                                               | Разрешает развёртывание войск и военных наблюдателей в составе Миссии ООН в Эфиопии и Эритрее                            |
| 1321      | 20 сентября 2000 | 15–0–0                                               | Продлевает мандат Миссии ООН в Сьерра-Леоне                                                                              |
| 1322      | 7 октября 2000   | 14–0–1 (воздержались: США)                           | События в Иерусалиме и на оккупированных Израилем территориях                                                            |
| 1323      | 13 октября 2000  | 15–0–0                                               | Продлевает мандат Миссии ООН в Демократической Республике Конго                                                          |
| 1324      | 30 октября 2000  | 15–0–0                                               | Продлевает мандат Миссии ООН по проведению референдума в Западной Сахаре                                                 |
| 1325      | 31 октября 2000  | 15–0–0                                               | Женщины и мир и безопасность                                                                                             |
| 1326      | 31 октября 2000  | Принята без голосования                              | Приём Союзной Республики Югославия в ООН                                                                                 |
| 1327      | 13 ноября 2000   | 15–0–0                                               | Осуществление доклада Группы по операциям ООН в пользу мира                                                              |
| 1328      | 27 ноября 2000   | 15–0–0                                               | Продлевает мандат Сил ООН по наблюдению за разъединением                                                                 |
| 1329      | 30 ноября 2000   | 15–0–0                                               | Расширены апелляционные палаты в Международном трибунале по бывшей Югославии и Международном трибунале по Руанде         |
| 1330      | 5 декабря 2000   | 15–0–0                                               | Продлевает программу «Нефть в обмен на продовольствие» в Ираке                                                           |
| 1331      | 13 декабря 2000  | 15–0–0                                               | Продлён мандат Вооружённых сил ООН по поддержанию мира на Кипре                                                          |
| 1332      | 14 декабря 2000  | 15–0–0                                               | Продлевает мандат Миссии ООН в Демократической Республике Конго                                                          |
| 1333      | 19 декабря 2000  | 13–0–2 (воздержались: Китай, Малайзия)               | Механизм мониторинга санкций против талибов в Афганистане                                                                |
| 1334      | 22 декабря 2000  | 15–0–0                                               | Продлевает мандат Миссии ООН в Сьерра-Леоне                                                                              |
| 1335      | 12 января 2001   | 15–0–0                                               | Продлевает мандат Миссии наблюдателей ООН на Превлакском полуострове                                                     |
| 1336      | 23 января 2001   | 15–0–0                                               | Расширен механизм наблюдения за санкциями против УНИТА в Анголе                                                          |
| 1337      | 30 января 2001   | 15–0–0                                               | Продлён мандат Временных сил ООН в Ливане                                                                                |
| 1338      | 31 января 2001   | 15–0–0                                               | Продлевает мандат Временной администрации ООН в Восточном Тиморе                                                         |
| 1339      | 31 января 2001   | 15–0–0                                               | Продлён мандат Миссии ООН по наблюдению в Грузии                                                                         |
| 1340      | 8 февраля 2001   | 15–0–0                                               | Выдвижение кандидатов в судьи Международного трибунала по бывшей Югославии                                               |
| 1341      | 22 февраля 2001  | 15–0–0                                               | Требует планов разъединения и вывода войск в Демократической Республике Конго                                            |
| 1342      | 27 февраля 2001  | 15–0–0                                               | Продлевает мандат Миссии ООН по проведению референдума в Западной Сахаре                                                 |
| 1343      | 7 марта 2001     | 15–0–0                                               | Санкции против Либерии за поддержку повстанцев в Сьерра-Леоне                                                            |
| 1344      | 15 марта 2001    | 15–0–0                                               | Продлевает мандат Миссии ООН в Эфиопии и Эритрее                                                                         |
| 1345      | 21 марта 2001    | 15–0–0                                               | Осуждает экстремистское насилие и террористическую деятельность в Македонии и на юге Сербии                              |
| 1346      | 30 марта 2001    | 15–0–0                                               | Продлевает мандат Миссии ООН в Сьерра-Леоне                                                                              |
| 1347      | 30 марта 2001    | 15–0–0                                               | Выдвижение кандидатов в судьи Международного трибунала по Руанде                                                         |
| 1348      | 19 апреля 2001   | 15–0–0                                               | Расширен механизм наблюдения за санкциями против УНИТА в Анголе                                                          |
| 1349      | 27 апреля 2001   | 15–0–0                                               | Продлевает мандат Миссии ООН по проведению референдума в Западной Сахаре                                                 |
| 1350      | 27 апреля 2001   | 15–0–0                                               | Выдвижение кандидатов в судьи Международного трибунала по бывшей Югославии                                               |
| 1351      | 30 мая 2001      | 15–0–0                                               | Продлевает мандат Сил ООН по наблюдению за разъединением                                                                 |
| 1352      | 1 июня 2001      | 15–0–0                                               | Продлевает мандат программы «Нефть в обмен на продовольствие» в Ираке                                                    |
| 1353      | 13 июня 2001     | 15–0–0                                               | Укрепление сотрудничества со странами, предоставляющими войска для миссий по поддержанию мира                            |
| 1354      | 15 июня 2001     | 15–0–0                                               | Продлён мандат Вооружённых сил ООН по поддержанию мира на Кипре                                                          |
| 1355      | 15 июня 2001     | 15–0–0                                               | Продлевает мандат Миссии ООН в Демократической Республике Конго; Вторая конголезская война                               |
| 1356      | 19 июня 2001     | 15–0–0                                               | Исключения из эмбарго на поставки оружия в Сомали                                                                        |
| 1357      | 21 июня 2001     | 15–0–0                                               | Продлевает мандат Сил по стабилизации и Миссии ООН в Боснии и Герцеговине                                                |
| 1358      | 27 июня 2001     | Принята путём одобрения                              | Рекомендует Кофи Аннана на пост Генерального секретаря ООН на второй срок                                                |
| 1359      | 29 июня 2001     | 15–0–0                                               | Продлевает мандат Миссии ООН по проведению референдума в Западной Сахаре                                                 |
| 1360      | 3 Июля 2001      | 15–0–0                                               | Продлевает программу «Нефть в обмен на продовольствие» в Ираке                                                           |
| 1361      | 5 июля 2001      | Принята без голосования                              | Вакансия и выборы в Международный суд ООН                                                                                |
| 1362      | 11 июля 2001     | 15–0–0                                               | Продлевает мандат Миссии наблюдателей ООН на Превлакском полуострове                                                     |
| 1363      | 30 июля 2001     | 15–0–0                                               | Создан механизм мониторинга санкций против талибов в Афганистане                                                         |
| 1364      | 31 июля 2001     | 15–0–0                                               | Продлён мандат Миссии ООН по наблюдению в Грузии                                                                         |
| 1365      | 31 июля 2001     | 15–0–0                                               | Продлён мандат Временных сил ООН в Ливане                                                                                |
| 1366      | 30 августа 2001  | 15–0–0                                               | Включение компонентов разоружения, демобилизации и реинтеграции в операции по поддержанию мира                           |
| 1367      | 10 сентября 2001 | 15–0–0                                               | Отменяет санкции против Союзной Республики Югославия                                                                     |
| 1368      | 12 сентября 2001 | 15–0–0                                               | Осуждает теракты 11 сентября в США                                                                                       |
| 1369      | 14 сентября 2001 | 15–0–0                                               | Продлевает мандат Миссии ООН в Эфиопии и Эритрее                                                                         |
| 1370      | 18 сентября 2001 | 15–0–0                                               | Продлевает мандат Миссии ООН в Сьерра-Леоне                                                                              |
| 1371      | 26 сентября 2001 | 15–0–0                                               | Призывает к полному выполнению резолюции 1345 в Македонии                                                                |
| 1372      | 28 сентября 2001 | 14–0–1 (воздержались: США)                           | Отменяет санкции против Судана                                                                                           |
| 1373      | 28 сентября 2001 | 15–0–0                                               | Контртерроризм |
| 1374      | 19 октября 2001  | 15–0–0                                               | Расширен механизм наблюдения за санкциями против УНИТА в Анголе                                                          |
| 1375      | 29 октября 2001  | 15–0–0                                               | Создает временное многонациональное присутствие сил безопасности в Бурунди                                               |
| 1376      | 9 ноября 2001    | 15–0–0                                               | Начинает третий этап развёртывания Миссии ООН в Демократической Республике Конго                                         |
| 1377      | 12 ноября 2001   | 15–0–0                                               | Декларация о глобальных усилиях по борьбе с терроризмом                                                                  |
| 1378      | 14 ноября 2001   | 15–0–0                                               | Выражает поддержку созданию переходной администрации, ведущей к формированию правительства в Афганистане                 |
| 1379      | 20 ноября 2001   | 15–0–0                                               | Дети и вооружённый конфликт                                                                                              |
| 1380      | 27 ноября 2001   | 15–0–0                                               | Продлевает мандат Миссии ООН по проведению референдума в Западной Сахаре                                                 |
| 1381      | 27 ноября 2001   | 15–0–0                                               | Продлевает мандат Сил ООН по наблюдению за разъединением                                                                 |
| 1382      | 29 ноября 2001   | 15–0–0                                               | Продлевает программу «Нефть в обмен на продовольствие» в Ираке                                                           |
| 1383      | 6 декабря 2001   | 15–0–0                                               | Одобряет Боннское соглашение по Афганистану                                                                              |
| 1384      | 14 декабря 2001  | 15–0–0                                               | Продлён мандат Вооружённых сил ООН по поддержанию мира на Кипре                                                          |
| 1385      | 19 декабря 2001  | 15–0–0                                               | Продлевает санкции против торговли кровавыми алмазами в Сьерра-Леоне                                                     |
| 1386      | 20 декабря 2001  | 15–0–0                                               | Созданы Международные силы содействия безопасности в Афганистане                                                         |
| 1387      | 15 января 2002   | 15–0–0                                               | Продлевает мандат Миссии наблюдателей ООН на Превлакском полуострове                                                     |
| 1388      | 15 января 2002   | 15–0–0                                               | Снятие санкций с Ariana Afghan Airlines                                                                                  |
| 1389      | 16 января 2002   | 15–0–0                                               | Добавление связанных с выборами задач в мандат Миссии ООН в Сьерра-Леоне                                                 |
| 1390      | 16 января 2002   | 15–0–0                                               | Продолжение санкций против Талибана и Аль-Каиды                                                                          |
| 1391      | 28 января 2002   | 15–0–0                                               | Продлевает мандат Временных сил ООН в Ливане                                                                             |
| 1392      | 31 января 2002   | 15–0–0                                               | Продлевает мандат Временной администрации ООН в Восточном Тиморе                                                         |
| 1393      | 31 января 2002   | 15–0–0                                               | Продлен мандат Миссии ООН по наблюдению в Грузии                                                                         |
| 1394      | 27 февраля 2002  | 15–0–0                                               | Продлевает мандат Миссии ООН по проведению референдума в Западной Сахаре                                                 |
| 1395      | 27 февраля 2002  | 15–0–0                                               | Восстанавливает группу экспертов для наблюдения за санкциями против Либерии, введенными в резолюции 1343                 |
| 1396      | 5 марта 2002     | 15–0–0                                               | Приветствует решение Европейского союза о создании Полицейской миссии Европейского союза в Боснии и Герцеговине          |
| 1397      | 12 марта 2002    | 14–0–1 (воздержалась: Сирия)                         | Призывает к прекращению боевых действий во Второй интифаде; два государства для двух народов                             |
| 1398      | 15 марта 2002    | 15–0–0                                               | Продлевает мандат Миссии ООН в Эфиопии и Эритрее                                                                         |
| 1399      | 19 марта 2002    | 15–0–0                                               | Осуждает деятельность Конголезского объединения за демократию в Демократической Республике Конго                         |
| 1400      | 28 марта 2002    | 15–0–0                                               | Продлевает мандат Миссии ООН в Сьерра-Леоне                                                                              |